# Кристерова горка
Кристерова горка (укр. Крі́стерова гі́рка, ху́тір Крі́стера) — историческая местность в нынешнем Подольском районе (Ветряные горы) Киева, на территории к западу от Вышгородской улицы. Сейчас так называют ландшафтно-парковую зону вдоль улицы Осиповского, ограниченую улицами Красицкого, Вышгородской, Ветряные горы и Западинской.
Именно здесь в 1850 году купил обширную усадьбу саксонец Вильгельм Кристер — бывший ткач, увлекшийся сельским хозяйством и особенно садоводством. Применяя передовые приемы, выписывая из-за границы сортовые семена, экспериментируя, ошибаясь и учась на этих ошибках, он сумел создать превосходный питомник плодовых деревьев и декоративных кустарников. В Киеве по размаху садового дела никто не мог с ним сравниться. Раньше на Кристеровой горке находились теплицы цветоводства, но в 2007 году они были снесены и на их месте начато строительство жилого комплекса «Парковый город».